# 岩見沢地区消防事務組合

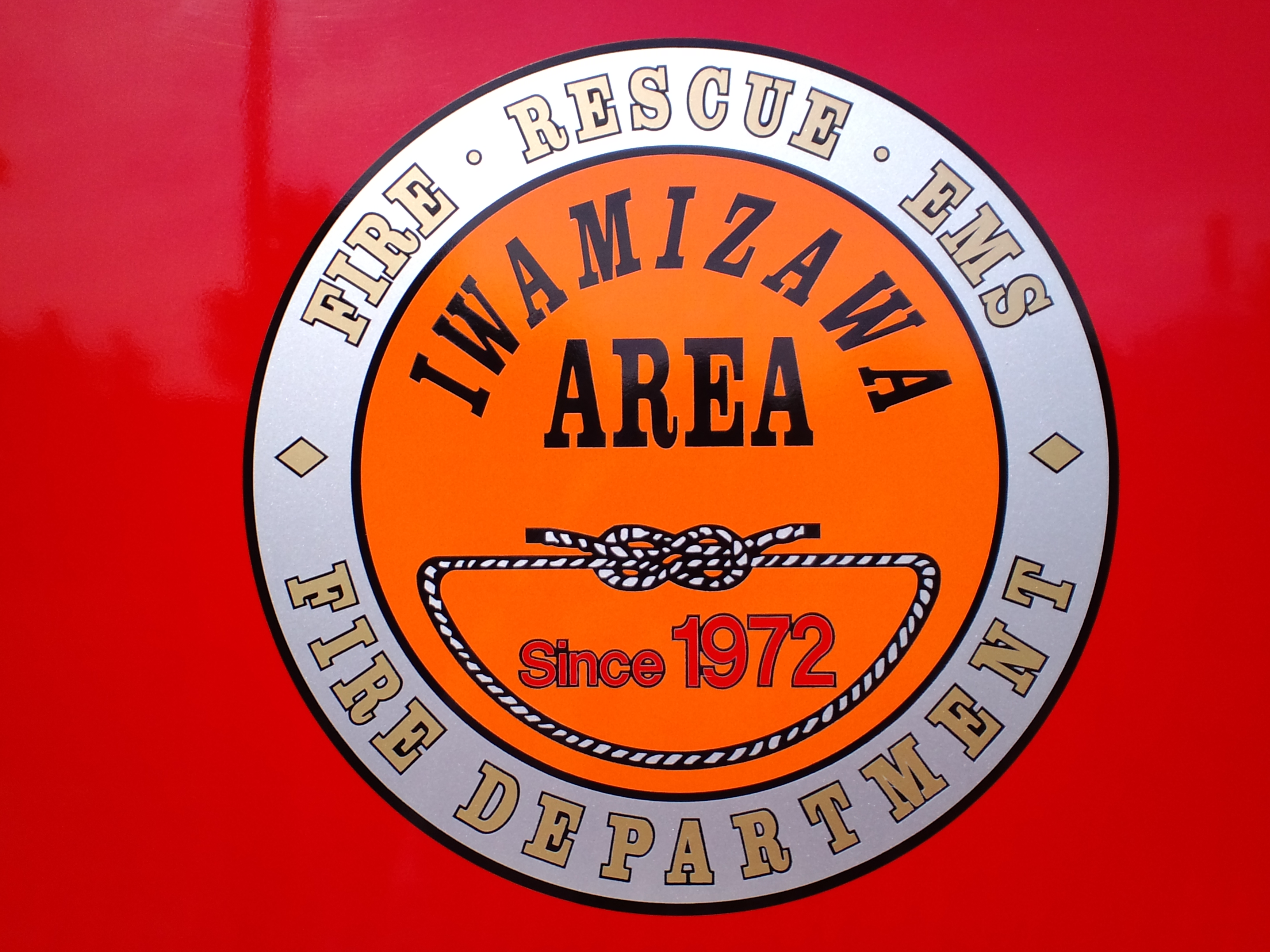
岩見沢地区消防事務組合徽章

岩見沢地区消防事務組合（いわみざわちくしょうぼうじむくみあい）は、北海道岩見沢市、樺戸郡月形町が組織する一部事務組合（消防組合）。

## 沿革
「組合消防のあゆみ」参照
- 1972年（昭和47年）：岩見沢市、空知郡栗沢町、樺戸郡月形町、空知郡北村により設立。消防本部・消防署庁舎竣工。北分遣所竣工。
- 1973年（昭和48年）：栗沢支署庁舎竣工。
- 1974年（昭和49年）：月形出張所が月形支署、北分遣所が北支署となる。北盛出張所開設。
- 1976年（昭和51年）：美流渡分遣所開設。
- 1978年（昭和53年）：幌向分遣所開設。
- 1982年（昭和57年）：南出張所開設。
- 1990年（平成02年）：西出張所開設。月形支署新築移転。
- 2000年（平成12年）：栗沢支署増改築。
- 2006年（平成18年）：栗沢町と北村が岩見沢市に編入合併し、構成団体が岩見沢市と月形町になる。
- 2017年（平成29年）：消防本部・消防庁舎新築移転。移転に伴って東出張所廃止。

## 組織
- 消防本部
  - 総務課
  - 警防課
  - 予防課
- 消防署
  - 岩見沢消防署
    - 通信救急一課
    - 通信救急二課
    - 消防一課
    - 消防二課
    - 栗沢支署
    - 北支署

  - 月形支署

## 消防車両
「消防機械等及び消防水利の設置状況」参照

所属車両
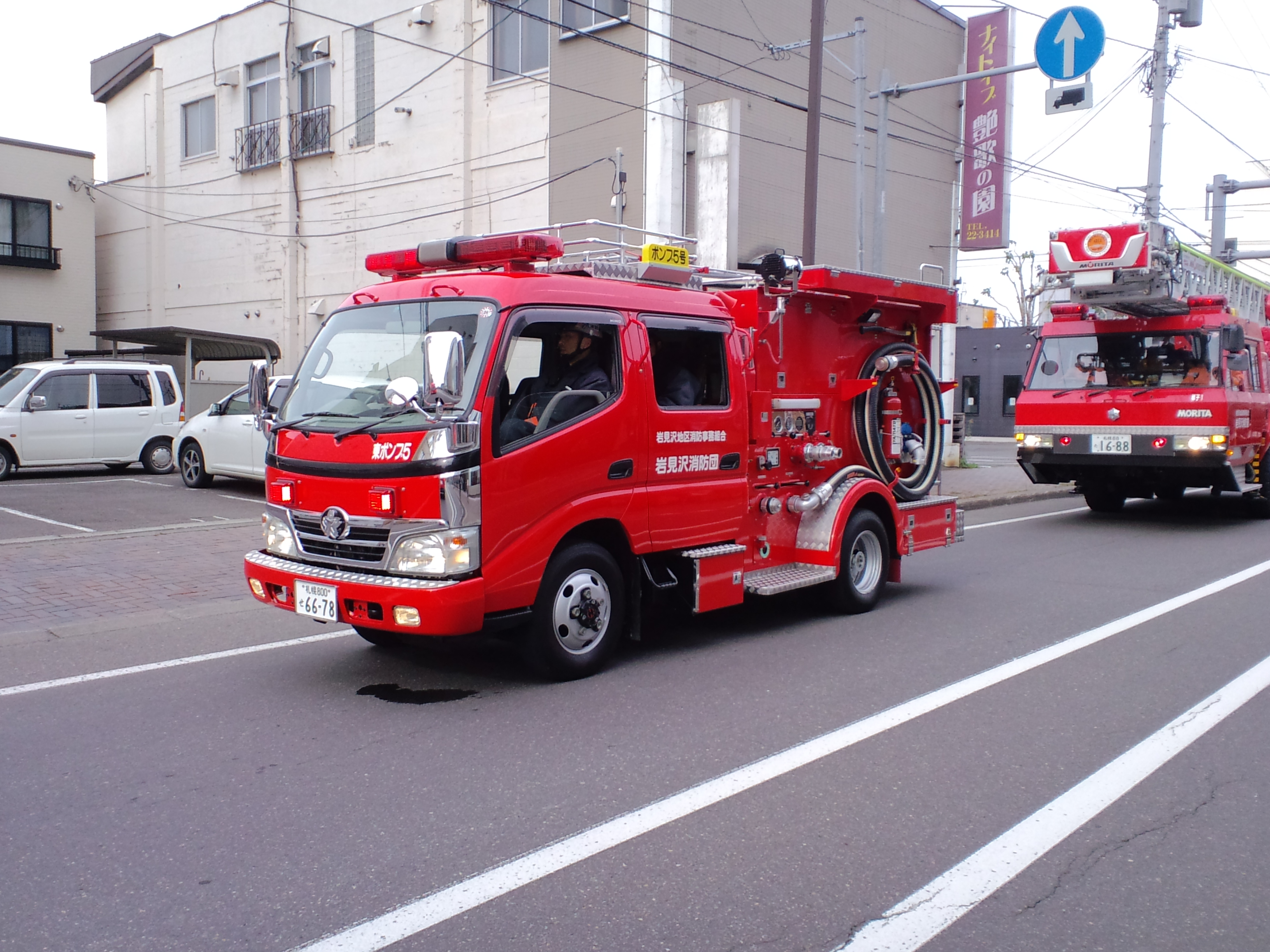
消防ポンプ自動車：2
- 水槽付消防ポンプ自動車：7
- 小型動力ポンプ付水槽車：5
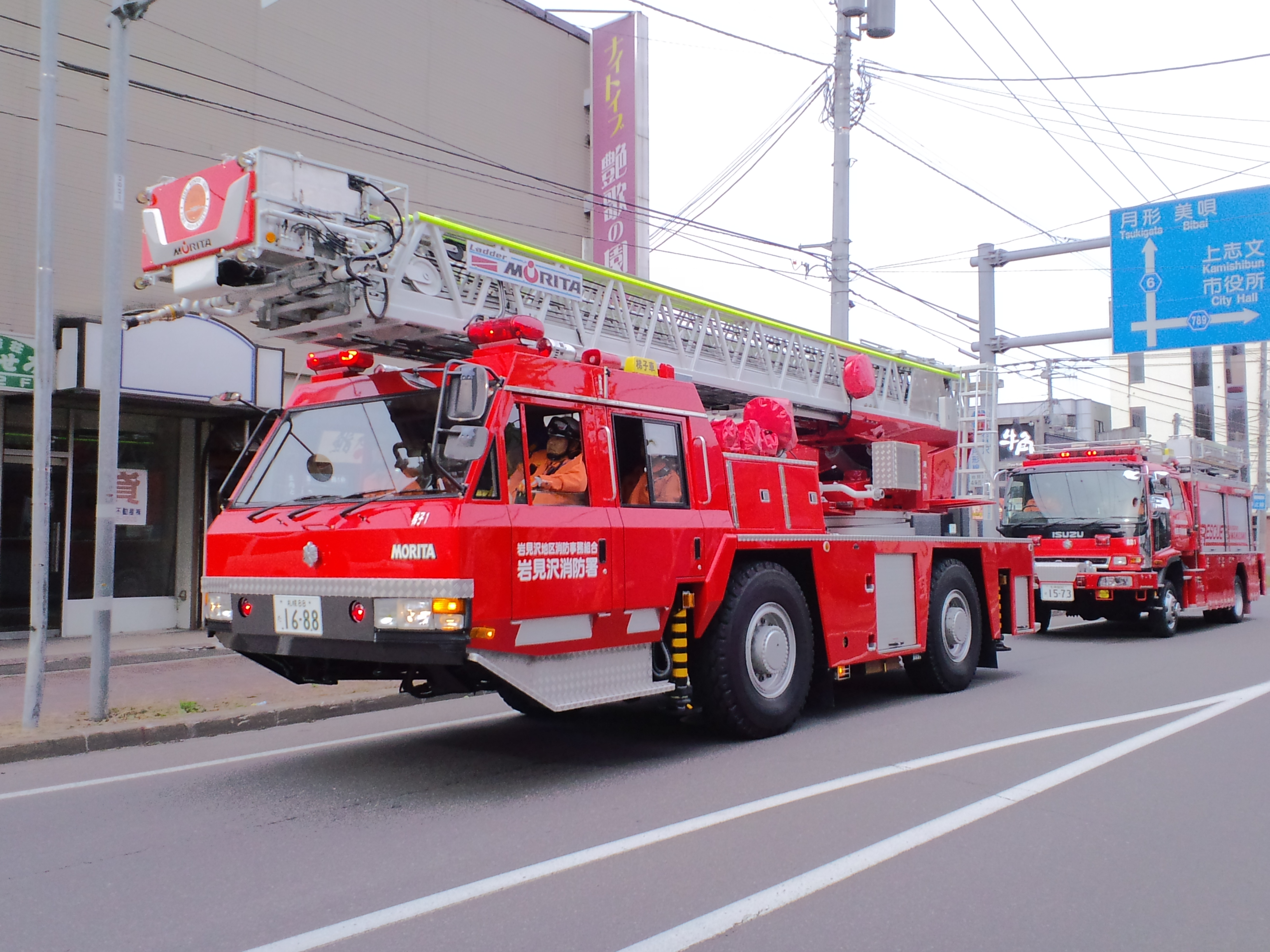
はしご付消防自動車：1
- 化学消防ポンプ自動車：1
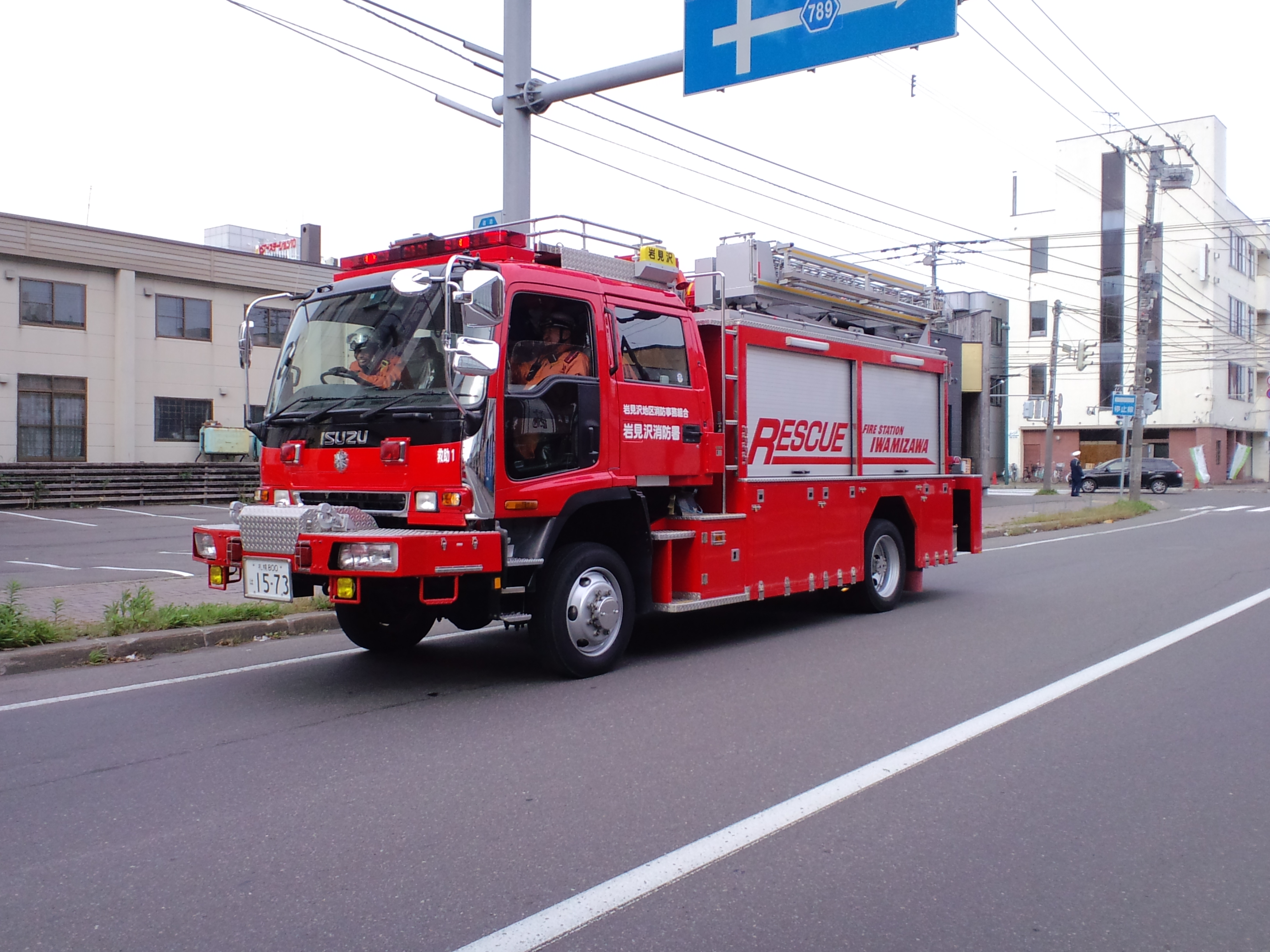
救助工作車：1
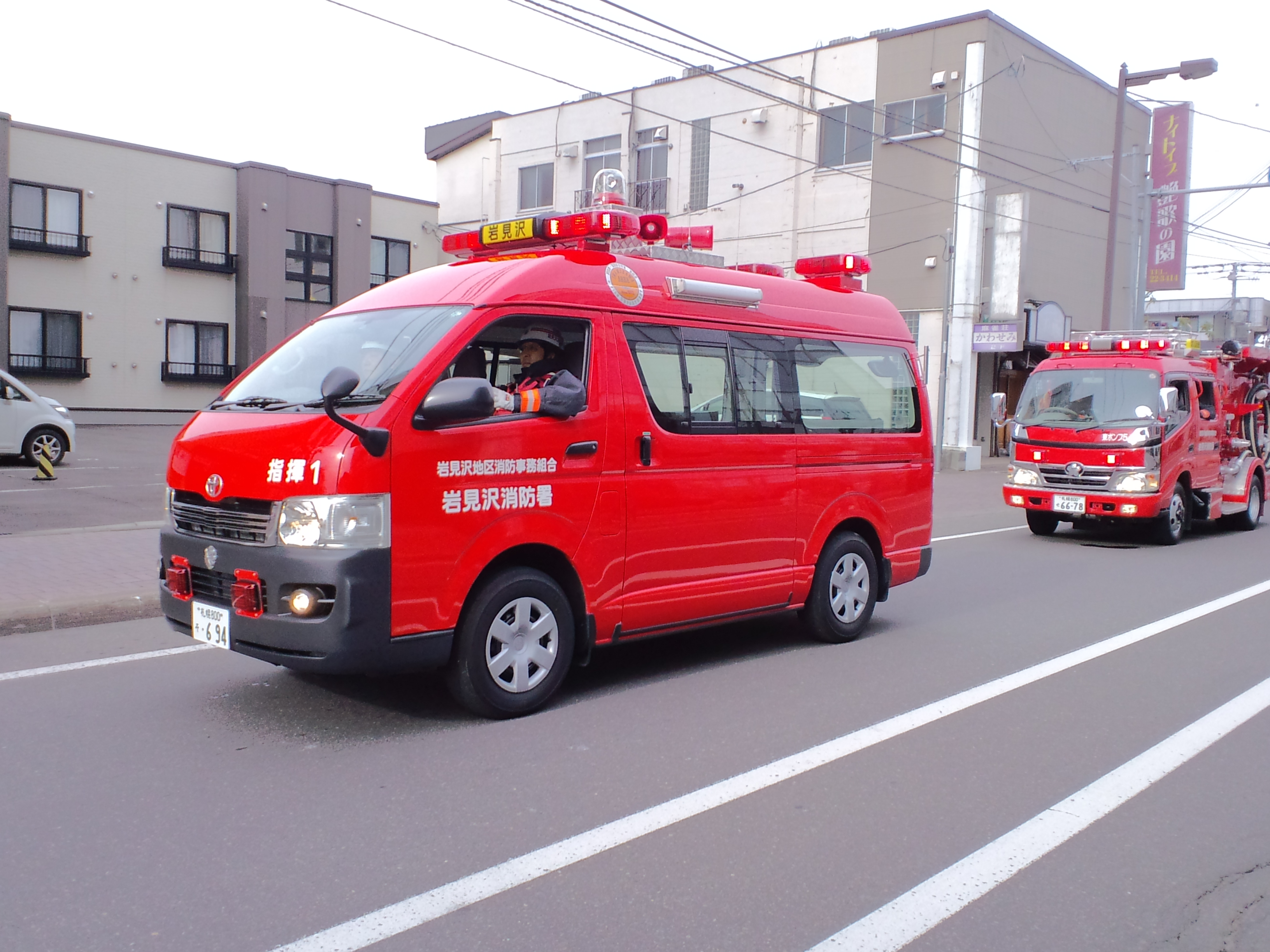
指揮車

- 救急自動車：6
- 指揮車：1
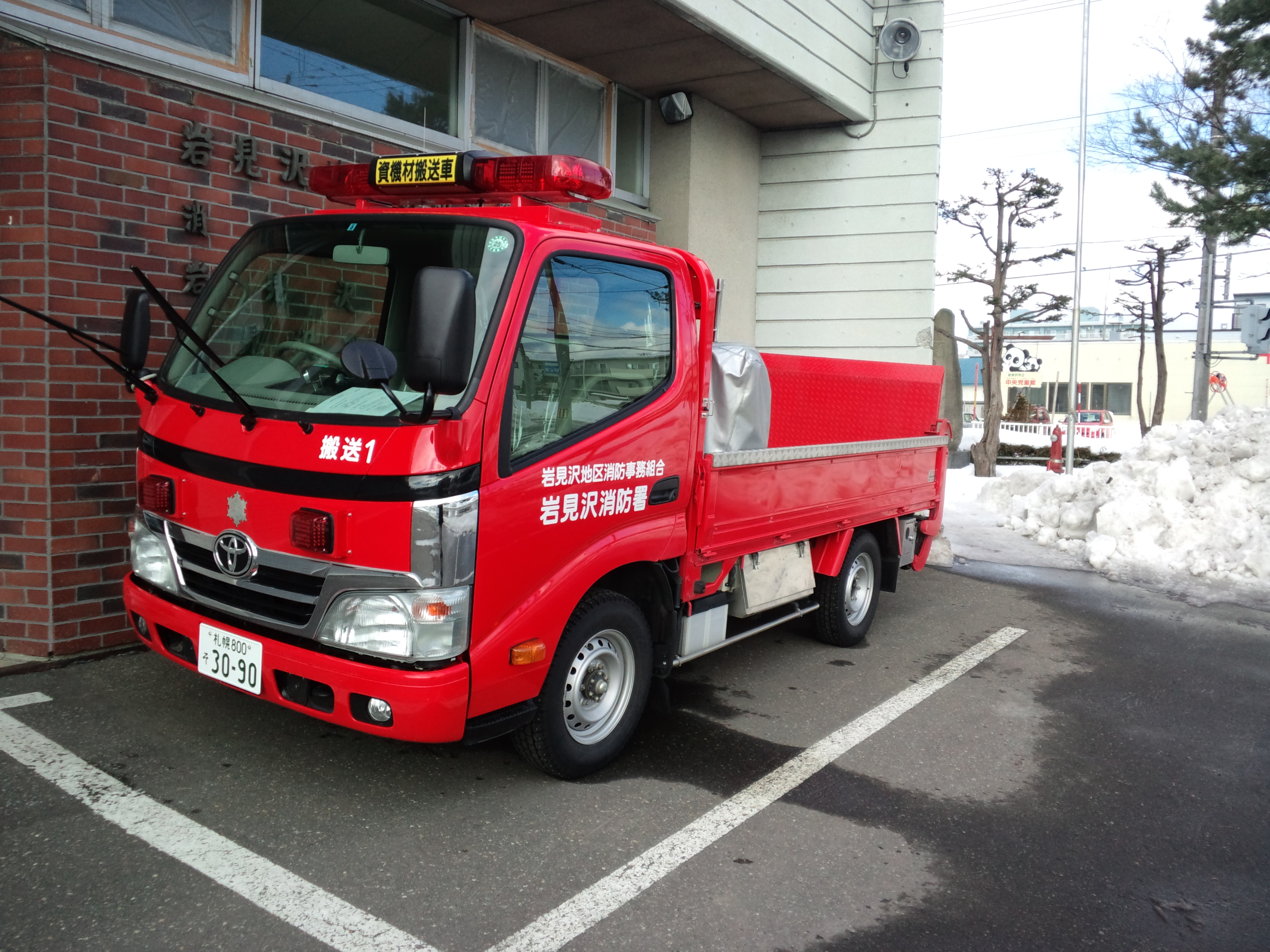
人員搬送車：1
- 照明搬送車：1
- 資機材搬送車：2
- 指導査察車：1
- ホイールローダー：6
- 広報車：3
- 連絡車：3

- 所属車両
- ポンプ車（消防団所属）
- はしご車
- 救助工作車
- 指揮車
- 資機材搬送車

## 消防署
| 消防署       | 住所                    | 支署                                                                             | 出張所                                                                | 分遣所                               |
| ------------ | ----------------------- | -------------------------------------------------------------------------------- | --------------------------------------------------------------------- | ------------------------------------ |
| 岩見沢消防署 | 岩見沢市8条東10丁目2-47 | 栗沢：岩見沢市栗沢町東本町19 北：岩見沢市北村赤川586-2 月形：樺戸郡月形町1947-13 | 北盛：岩見沢市北本町西2 南：岩見沢市南町8条4 西：岩見沢市中幌向町71-7 | 美流渡：岩見沢市栗沢町美流渡栄町93-2 |